# Huy Nam
Huy Nam (giản thể: 辉南县; phồn thể: 輝南縣; bính âm: Huīnán Xiàn) là một huyện thuộc địa cấp thị Thông Hóa, tỉnh Cát Lâm, Trung Quốc. Huyện này có diện tích 2.277 km², dân số 350.000 người. Mã số bưu chính là 135100. Chính quyền huyện đóng tại trấn Triều Dương.

## Phân chia hành chính
Huyện Huy Nam được chia thành 10 trấn và 1 hương dân tộc.
- Trấn: Triều Dương, Dáng Tử Tiêu, Sam Tùng Cương, Kim Xuyên, Thạch Đạo Hà, Huy Phát Thành, Huy Nam, Khánh Dương, Phù Dân, Đoàn Lâm.
- Hương dân tộc Triều Tiên: Lâu Nhai.